# Kelemen József (labdarúgó)
Kelemen József Rezső (Hatvan, 1948. május 30. – Komló, 2001. október 28.) válogatott labdarúgó, jobbhátvéd.

## Pályafutása

### A válogatottban
1969-ben 3 alkalommal szerepelt a válogatottban. Hétszeres ifjúsági válogatott (1966), 11-szeres utánpótlás válogatott (1968–71), egyszeres B-válogatott (1972), egyszeres egyéb válogatott (1975).

## Sikerei, díjai
- Magyar bajnokság
  - 2.: 1969, 1971–72, 1974–75
- Magyar kupa (MNK)
  - győztes: 1973
- Közép-európai kupa (KK)
  - döntős: 1975

## Statisztika

### Mérkőzései a válogatottban
| Magyarország | Magyarország      | Magyarország                     | Magyarország  | Magyarország | Magyarország | Magyarország | Magyarország | Magyarország |
| #            | Dátum             | Helyszín                         | Hazai         | Eredmény     | Vendég       | Kiírás       | Gólok        | Esemény      |
| ------------ | ----------------- | -------------------------------- | ------------- | ------------ | ------------ | ------------ | ------------ | ------------ |
| 1.           | 1969. október 22. | Budapest, Népstadion             | Magyarország  | 3 – 0        | Dánia        | vb-selejtező | -            |              |
| 2.           | 1969. november 5. | Budapest, Népstadion             | Magyarország  | 4 – 0        | Írország     | vb-selejtező | -            |              |
| 3.           | 1969. december 3. | Marseille, Stade Vélodrome (FRA) | Csehszlovákia | 4 – 1        | Magyarország | vb-selejtező | -            |              |
|              | Összesen          |                                  |               | 3            | mérkőzés     |              | 0            | gól          |